# アディーラ・マディソン
キャサリン・メアリー・アディーラ・マディソン（Katharine Mary Adela Maddison 旧姓ティンダル Tindal 1862年12月15日 - 1929年6月12日）は、イギリスのオペラ、バレエ、器楽曲、声楽曲の作曲家。また演奏会の興行師でもあった。アディーラ・マディソンという名前で知られている。
フランス風の様式によるフランス語の歌曲を多数作曲しており、パリに滞在した数年の間にはガブリエル・フォーレに師事、交友関係を持つと同時におそらく恋人でもあったようである。その後はベルリンに居を構え、ドイツ語のオペラを作曲するとライプツィヒで上演された。イングランド帰国後はラトランド・ボートンが開催したグラストンベリー・フェスティバルのために作品を書いた。

## 生涯
1862年12月15日（時に1866年とされることもある）にロンドン、リージェンツ・パークのヨーク・テラス42に生を受けた。父は中将ルイス・サイモンズ・ティンダル（1811年-1876年）、母はヘンリエッタ・マリア・オドネル・ホワイト（1831/2年-1917年）だった。祖父は判事のニコラス・カニンガム・ティンダルである。彼女はロンドンで育ったらしい。1883年4月14日に元サッカー選手で法廷弁護士のフレデリック・マディソン（1849年-1907年）と結婚、ロンドンのランカスター・ゲートにあるキリスト教会で挙式した。夫妻は1886年と1888年にそれぞれダイアナ・マリオン・アディーラとノエル・セシル・ガイという2人の子どもに恵まれた。マディソンの最初の作品出版は1882年に遡る。1895年の『12の歌曲』では独自の様式を打ち出した。

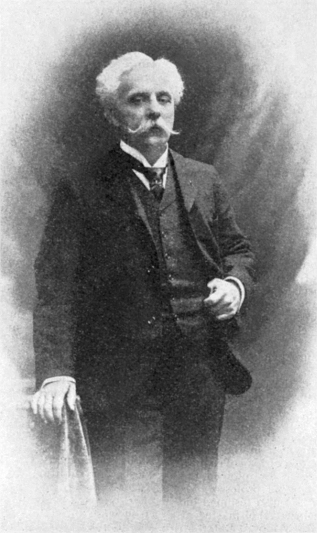
ガブリエル・フォーレ

1894年頃から、マディソン夫妻はロンドンの音楽界にフォーレを招き入れるお膳立てをする中で重要な役割を果たした。夫は当時音楽出版社のメッツラーに勤務しており、同社は1896年から1901年にかけてフォーレの作品を出版する契約を獲得していたのである。彼女はフォーレの歌曲の一部、そして合唱作品『ヴィーナスの誕生』に英語訳を付けた。フォーレは1898年にリーズ音楽祭で400人の合唱団を指揮して同作品を演奏した際、マディソンによる訳詞を用いている。フォーレはマディソン一家と親交を結び、1896年にはブルターニュのサン＝リュネールの一家の住まいで休暇を過ごした。マディソンはフォーレの弟子となり、フォーレは彼女を才能ある作曲家であると考えていた。彼女はシュリ・プリュドム、フランソワ・コペ、ポール・ヴェルレーヌ、アルベール・サマンらの詩に曲を付け、多数の歌曲を作曲した。フォーレは1900年にサマンに対し、彼の詩『Hiver』を扱ったマディソンの技法は見事なものだと述べている。
1898年から1905年頃にかけて、マディソンは夫と離れてパリで暮らしていた。フォーレの伝記作家であるロバート・オーリッジは、彼女とフォーレは恋愛関係にあったと考えている。フォーレは1898年に夜想曲第7番 作品74を献呈しているが、オーリッジによればこの作品は彼女に対するフォーレの感情を吐露するものだという。フォーレはこの夜想曲の手稿譜をマディソンに贈っており、その原稿は現在フランス国立図書館に収蔵されている。さらにパリではディーリアス、ドビュッシー、そしてラヴェルとも面識を得ており、同地で自作並びに他者の作品の演奏を企画した。1899年3月には同地の自らの住まいでディーリアスのオペラ『コアンガ』の初演を催しており、エドモン・ド・ポリニャックと夫人も観劇に訪れた。フォーレは演者として舞台に上がっていた。
パリからベルリンへ移ったマディソンは同地でも演奏会の企画を続けながら、オペラ『Der Talisman』を書き上げると1910年にライプツィヒで上演されることになった。ドイツではベルリンのある社会主義雑誌の編集者をしていたマルタ・ムントと、生涯にわたる親交を結ぶ。1872年生まれ、ケーニヒスベルク出身のムントは、故郷とベルリン、ジェノヴァ、ローマにおいて社会学、経済学を修めた。音楽史家のソフィー・フラーは、この2人の女性の関係性が同性愛のそれであった可能性が非常に高いと考えている。両名がドイツを後に向かったフランスでは、ムントはポリニャック夫人から職を与えられた。その後、第一次世界大戦の勃発を機にロンドンへと移住している。彼女らのイングランドでの友人にはラドクリフ・ホールやメイベル・バッテンらがいた。ムントは戦中も何度かベルリンへと戻っている。
サマセットのグラストンベリーへ移ったマディソンは、当時のグラストンベリー・フェスティバルのための作品の制作に多くの年数を費やした。そうした中のひとつであるバレエ『The Children of Lir』は、その後1920年にオールド・ヴィック・シアターでも上演された。
彼女は1916年にピアノ五重奏曲を作曲しているが、初演は1920年まで待つことになる。曲は成功を収めた。1920年代に入ってもオペラや歌曲の作曲、そして演奏会のプロデュースを継続した。
マルタ・ムントは1920年代はじめよりジュネーヴで暮らしていた。彼女は指導的なドイツの社会主義者であったエドゥアルト・ベルンシュタインが事務局長のアルベール・トマに強く推挙したことにより、国際労働機関（ILO）事務局に広報担当者として入局していた。ムントは女性と子どもの雇用を扱い、各種女性団体との連携を担うILO局員となった。ヨーロッパ中で開催された数多くの国際会議の場へ、ILOを代表して出席したのであった。マディソンはムントに会うため、しばしばジュネーヴへと足を運んでいる。
1929年、マディソンはロンドンのイーリングで生涯を終えた。彼女がパリやベルリン滞在中に生み出した作品、そしてグラストンベリー・フェスティバルのために作曲した楽曲は散逸してしまったものと思われる。

## 主要作品
主要な作品を下記に列挙する。

### オペラ
- Der Talisman （1910年）
- Ippolita in the Hills （1926年）

### バレエ
- The Children of Lir （1920年）

### 室内楽曲
- ピアノ五重奏曲 （1916年）

### 声楽曲
- Deux Mélodies （1893年） プリュドムとコペのテクストによる
- Twelve Songs （1895年） ロセッティ、シェリー、スウィンバーン、テニスン他のテクストによる
- Little Fishes silver （1915年） オットー・ユリウス・ビエルバウム（英語版）のテクストをマディソンが翻訳
- Mary at Play （1915年） ブルッフのテクストをマディソンが翻訳
- The Ballade of Fair Agneta （1915年） アグネス・ミーゲル（英語版）のテクストをマディソンが翻訳
- Lament of the caged Lark （1924年） ダディントンのテクスト
- Tears （1924年） ワン・セン＝ジュのテクストをクランマー＝バイングが翻訳
- The Heart of the Wood （1924年） 作者未詳のアイルランドの詩をオーガスタ・グレゴリーが翻訳したテクスト
- The Poet complains （1924年） 作者未詳のアイルランドの詩をオーガスタ・グレゴリーが翻訳したテクスト